# سارقات
السارقات  أو الذباب ذو السنام الظهري أو فصيلة فوريدي (باللاتينية phoridae)، هي فصيلة من أهم فصائل رتبة ذوات الجناحين، وهو ذباب صغير الحجم ذو ألوان داكنة ويمتاز بوجود سنام على الظهر وأرجل خلفية ممتلئة مفلطحة الجوانب. تضع الحشرة بيضها على المواد الحيوانية أو النباتية المتحللة وبعضها يتطفل داخليا على الحيوانات الحية مثل النحل والنمل والأرضة، كما تنجذب على الجثث المدفونة، لتنمو اليرقات بداخلها. تغامر الذبابة كثيرا عند محاولة حقن عدة ضحايا، وعند نجاحها يمتد بيضها بسرعة ويسيطر في خلال أسبوع على دماغ المضيف، حيث تهاجر اليرقات إلى الرأس لتتغذى على الدملمف والعضلات والأنسجة العصبية. كما هو حال النمل، الذي يفقد عقله ويغادر خليته وعمله ليتوه بلا وجهة محددة لمدة أسبوعين تقريبا حتى تلتهم دماغه، وتستمر جثته في إعالة اليرقة إلى غاية نضوجها. هذه الميزة جعلت الإنسان يجند هذه الحشرة للسيطرة على مستوطنات النمل الناري في جنوب الولايات المتحدة، حيث تم إدخال بعض أنواع هذا النمل عن طريق الخطأ في الثلاثينيات.